# المدرسة الطبية في الولايات المتحدة
المدرسة الطبية في الولايات المتحدة هي برنامج دراسات عليا يهدف إلى تأهيل الأطباء في المجال العام للطب. وتُقدّم هذه المدارس الجزء الأكبر من التعليم الطبي في البلاد. يُمنح معظم خريجي هذه المدارس درجة دكتور في الطب (MD)، في حين تمنح بعض المدارس درجة «دكتور في تقويم العظام (DO). وتتبع معظم المدارس نمطًا تعليميًا مشابهًا، يبدأ بسنتين من الدراسة النظرية والمخبرية، تليها سنتان من التدريب السريري في مستشفيات تعليمية يتعامل فيها الطلاب مع المرضى في تخصصات متنوعة. بعد التخرج، يجب على الخريجين إكمال برنامج إقامة (Residency) قبل الحصول على ترخيص مزاولة المهنة.
تُعد عملية القبول في المدارس الطبية في الولايات المتحدة تنافسية بدرجة عالية، رغم تفاوت مستويات التنافس بين المدارس المختلفة. في عام 2021، قُبِل نحو 36% فقط من المتقدمين إلى كليات الطب التي تمنح درجة MD. تشمل معايير القبول المعدلات الدراسية، ودرجات اختبار القبول في كلية الطب (MCAT)، وخطابات التوصية، والمقابلات الشخصية. معظم الطلاب يحملون على الأقل درجة البكالوريوس، غالبًا في أحد العلوم البيولوجية، بينما يحمل البعض درجات دراسات عليا مثل الماجستير. لا يُشترط في الولايات المتحدة الحصول على شهادة في العلوم البيولوجية للالتحاق بالمدرسة الطبية، وإنما يُشترط اجتياز مجموعة من المقررات الجامعية في التخصصات العلمية ذات الصلة.
أحدث تقرير «فليكسنر»، الذي نُشر عام 1910، تأثيرًا عميقًا في إصلاح التعليم الطبي في الولايات المتحدة. وأدى التقرير إلى اعتماد معايير وتنظيمات أكثر صرامة في هذا المجال. تُشترط اليوم اعتماد جميع المدارس الطبية في الولايات المتحدة من قِبل جهة معينة، بحسب نوع الشهادة الممنوحة، سواء كانت DO أو MD. تُعتمد المدارس التي تمنح درجة MD من قِبل اللجنة المشتركة لاعتماد التعليم الطبي (LCME)، في حين تُعتمد المدارس التي تمنح درجة DO من قِبل لجنة اعتماد كليات طب العظام التابعة لجمعية طب العظام الأمريكية. وتُدعم LCME من قِبل «رابطة كليات الطب الأمريكية» و«الجمعية الطبية الأمريكية».

## التاريخ
أُسست العديد من أوائل المدارس الطبية في الولايات المتحدة على يد خريجين من كلية الطب في جامعة إدنبرة، أقدم كلية طب في المملكة المتحدة ومن أقدم الكليات الناطقة بالإنجليزية. أُنشئت غالبية هذه المدارس ضمن كليات الشمال الشرقي، التي تُعدّ اليوم جزءًا من رابطة «آيفي ليغ»، وصُممت مناهجها بناءً على تجربة مؤسسيها في إدنبرة. افتُتحت أول مدرسة طب في البلاد عام 1765 في «كلية فيلادلفيا» على يد «جون مورغان» و«ويليام شيبن الابن»، وتطورت لاحقًا لتُصبح «كلية بيرلمان للطب» في جامعة بنسلفانيا. ومع بداية القرن التاسع عشر، كان قد أُسّس أربع مدارس طب في الولايات المتحدة، بينها «كلية الطب بجامعة هارفارد» التي افتُتحت عام 1782، وتلتها «كلية الطب بدارتموث» عام 1797، التي أسسها «ناثان سميث»، وكانت أول كلية طب تُنشأ خارج مدينة أمريكية كبرى، وكذلك أول كلية طب تُؤسس بعد الاستقلال. أنشأ «سميث» لاحقًا ثلاث مدارس طب أخرى في نيو إنجلاند، هي: «كلية الطب بجامعة ييل» (1810)، و«كلية طب مين» التي أُغلقت لاحقًا (1821)، و«كلية الطب بجامعة فيرمونت» (1822). وواصلت جامعة «براون» هذا التوسع بتأسيس «مدرسة الطب في براون» عام 1811. أما أول كلية طب عامة في الولايات المتحدة فكانت «كلية الطب بجامعة ماريلاند»، التي أُسّست عام 1807 باسم «كلية الطب في ماريلاند» وأصبحت لاحقًا جزءًا مؤسسًا لـ «نظام جامعة ماريلاند».
مع تزايد أعداد الكليات الطبية في أنحاء البلاد خلال القرن التاسع عشر، أُنشئت «الجمعية الطبية الأمريكية» عام 1847. وبعد نحو ثلاثين عامًا، أُسّست «رابطة كليات الطب الأمريكية» عام 1876 لوضع معايير موحدة للتعليم المقدم في كليات الطب.
في عام 1910، نُشر «تقرير فليكسنر» الذي تناول حالة التعليم الطبي في الولايات المتحدة وكندا. وكُتب التقرير على يد «أبراهام فليكسنر» ونُشر برعاية «مؤسسة كارنيغي للنهوض بالتعليم»، ووضع معايير جديدة وأدى إلى إغلاق العديد من كليات الطب غير التابعة لجامعات.
بعد الحرب العالمية الأولى، أصبح من المألوف أن يُكمل خريجو كليات الطب فترة تدريب «Internship» قبل ممارسة الطب، وجرى إعداد قائمة بالمستشفيات المعتمدة لهذا الغرض. عام 1928، نشرت الجمعية الطبية الأمريكية مجموعة من الإرشادات لبرامج الإقامة.
عام 1940، نُشر «تقرير اللجنة المعنية بالتعليم الطبي التخصصي»، الذي سلّط الضوء لأول مرة على حالات الإفراط في العمل بين المتدربين والمقيمين. أُنشئت «اللجنة المشتركة لاعتماد التعليم الطبي» عام 1942.
تُعد برامج الدمج التي تمنح درجتي بكالوريوس والطب في آنٍ واحد نادرة نسبيًا في الولايات المتحدة. بدأت هذه البرامج لأول مرة عام 1961 في «كلية الطب بجامعة نورثويسترن» و«كلية الطب بجامعة بوسطن». بحلول تسعينيات القرن العشرين، كان هناك 34 برنامجًا من هذا النوع، وفي عام 2011، كانت تُقدّم في 57 كلية طب، بعضها بالتعاون مع أكثر من مؤسسة جامعية، ليصل العدد الإجمالي إلى 81 برنامجًا. تمتد المرحلة الطبية في هذه البرامج جميعها لأربع سنوات. 80% من البرامج تستغرق ثماني سنوات، دون تقديم ميزة زمنية مقارنة بالطريق التقليدي، بينما تقدّم 21% منها برامج مضغوطة تمتد لست أو سبع سنوات. وهذا يختلف عن التسعينيات، حين كانت 42% من البرامج مدتها ثماني سنوات، و32% مدتها سبع سنوات، و23% مدتها ست سنوات.
على مدى عقود بعد تقرير فليكسنر، اتبع التعليم الطبي في الولايات المتحدة نمطًا موحدًا: سنتان من التعليم النظري تليهما سنتان من التدريب السريري. ومنذ أوائل العقد الثاني من القرن الحادي والعشرين، طُرحت مجددًا فكرة تقليص مدة الدراسة إلى ثلاث سنوات حلًا لمشكلة الديون الكبيرة التي يواجهها خريجو الطب، وللتعامل مع النقص المتزايد في أطباء الرعاية الأولية. تُجري بعض الجامعات تجارب على هذه البرامج القصيرة، مثل جامعة نيويورك التي تقدم برنامجًا مدته ثلاث سنوات يشمل قبولًا مبكرًا في برنامج الإقامة للطلاب الراغبين في تخصص معين قبل بدء دراستهم الطبية. وتقدّم بعض الجامعات الأخرى مثل «كلية الطب بجامعة بنسلفانيا»، و«كلية الطب بجامعة كاليفورنيا - ديفيس»، و«كلية الطب بجامعة تكساس للتقنيات الصحية» هذه البرامج للطلاب الملتزمين بالدخول في إقامة تخصصية في طب الأسرة.